# 塔贝亚·齐默尔曼
塔贝亚·齐默尔曼（德語：Tabea Zimmermann，1966年10月8日－），德国中提琴家。

## 早年
齐默尔曼出生在拉尔，3岁开始学习中提琴，5岁开始学习钢琴。13岁时，她在弗赖堡音乐学院师从乌尔里希·科赫学习中提琴，并在萨尔茨堡莫扎特音乐大学师从維格·桑鐸学习。她很快在国际比赛中崭露头角，在日内瓦（1982年）、布达佩斯（1984年）和巴黎的莫里斯·维厄国际中提琴比赛（1983年）中获得一等奖，并因此获得由当代制琴师艾蒂安·瓦特洛1980年制作的一把质量上乘的中提琴，此后她在世界各地巡回演出中一直演奏这把琴。

## 职业生涯
作为一名独奏家，齐默尔曼曾与众多大型乐团合作，包括萊比錫布商大廈管弦樂團、柏林爱乐乐团、BBC爱乐乐团、瑞士罗曼德管弦乐团，与库尔特·马苏尔、伯纳德·海廷克、克里斯托弗·埃申巴赫、尼古劳斯·哈农库特等著名指挥家共同演出。2022年春天，她担任赫尔辛基爱乐乐团的驻团艺术家。
她同样积极参与室内乐演出，曾与基東·克雷默（小提琴）、海因茨·霍利格（双簧管）、哈特穆特·赫尔（钢琴）、史蒂文·伊瑟利斯（大提琴）、哈维尔·佩里亚内斯（钢琴）和帕梅拉·弗兰克（小提琴）在众多音乐节上演出。她的室内乐生涯的一个重要部分是阿尔坎托弦乐四重奏组（Arcanto Quartet），除她外的成员为小提琴家安特耶·魏特哈斯和丹尼尔·塞佩克以及大提琴家让-吉恩·凯拉斯。
她也高度致力于20世纪和21世纪的曲目，她于1994年演奏的利盖蒂·捷尔吉的中提琴独奏奏鸣曲首演获得了引人注目的成功，被利盖蒂题献给她。其他为她写过作品的当代作曲家包括海因茨·霍利格、沃尔夫冈·里姆、乔治·伦茨、布鲁诺·曼托瓦尼、萨莉·比米什、恩诺·波佩和约瑟夫·塔尔。

## 教学
2002年至今，齐默尔曼担任柏林汉斯·艾斯勒音乐学院的中提琴和室内乐教授。此前，她曾在萨尔布吕肯音乐学院（1987年–1989年）和法兰克福音乐与表演艺术学院（1994年–2002年）任教。

## 奖项
她因她的艺术成就和贡献赢得了许多国内和国际奖项，包括恩斯特·冯·西门子音乐奖、法兰克福音乐奖、黑森州文化奖和锡耶纳奇贾纳音乐学院国际奖。

## 个人生活
齐默尔曼是指挥家大卫·沙隆（2000年去世）的遗孀。她的第二任丈夫是美国指挥家史蒂文·斯隆。她有三个孩子。
她现居柏林。

## 扩展阅读
- Duke, David Gordon. . The Vancouver Sun (Vancouver). 2008年1月29日: 47  [2020年5月24日]. （原始内容存档于2022年7月18日） –Newspapers.com.
- Greenfield, Edward. . The Guardian (London). 1990年10月5日: 38  [2020年5月24日]. （原始内容存档于2022年7月14日） –Newspapers.com.